# Pim (série télévisée d'animation)
Pim est une série d'animation française en 104 épisodes, produite en 1997-1998 par PMMP  et diffusée entre autres chaines sur  TF1 , TF! Jeunesse et IDF1 entre 1997 et 2003. Cette série prend place dans un petit village peuplé de personnages qui sont des fruits et légumes anthropomorphes.

## Personnages
- Pim : un jeune poivron vert. Malin, inventeur, c'est le personnage principal.
- Tomi : une jeune fille tomate qui est l'amie de Pim.
- Plant : une aubergine qui est un des amis de Pim.
- Edison : une pomme de terre qui est aussi un ami de Pim.
- Billy Pop : un épi de maïs qui est un des meilleurs amis de Pim.
- Cartier : une pastèque qui est le maire du village.
- Les sœurs Fraise : des sœurs jumelles en fraises.
- Newton : une pomme qui est aussi le meilleur ami de Pim.
- Pouic : un navet qui est aussi un des meilleurs amis de Pim.
- Gnon : un oignon qui avait un cousin nommé Goosdaï.
- Mlle Radis : un radis qui est secrètement amoureuse de Pim.
- Monsieur Watt : une citrouille qui est un habitant du village et gentil avec Pim.
- Zucchini : une courgette qui avait des talents d'artiste.
- La famille Carotte : une famille de carottes avec des enfants farceurs.
- Broco : un brocoli très vilain qui cherche de dérober les inventions de Pim avec la bande dont il est le chef.
- Caby et Pépin : un chou rouge et une concombre qui sont les acolytes de Broco et suivent les ordres de celui-ci.